# Csurran, cseppen
A Csurran, cseppen Majka magyar rapper 2025. január 17-én megjelent dala és videóklipje, amely szatirikus módon mutatja be a korrupció, a hatalmi visszaélések és a politikai képmutatás jelenségeit. 
A dalban szereplő „Bindzsisztán” egy fiktív ország, amely társadalmi problémákra reflektál. Az ország neve feltehetően az angol „binge” (tivornya) szóra vezethető vissza, de a szerző meríthetett a börtönszlengből is, amelyben a „bindzsizni” (birizgálni) egy ismert kifejezés.

## Leírása
A videóklipben Majka Pandur Pjetrőt, Bindzsisztán miniszterelnökét alakítja. A történet szerint a miniszterelnökkel egy televíziós interjú előtt igazságszérumot itatnak, amely hatására teljesen őszintén kezd el beszélni a kormányzása alatt elkövetett korrupciós és hatalmi visszaélésekről. Az interjú során a nézők bepillantást nyerhetnek a háttérben zajló botrányokba és pénzügyi machinációkba.

### Politikai áthallások
A dal szövege és a klip vizuális elemei számos utalást tartalmaznak a valós politikai helyzetekre, többek között Orbán Viktor kormányának a közpénzekkel folytatott visszaéléseire, a nepotizmusára és a hatalmi gőgjére. A klip erőteljes szatírája a politikai elit hamis képmutatását, továbbá a lakosság jogilag legitimált gazdasági és lélektani kizsákmányolását állítja középpontba.

## Fogadtatás
A "Csurran, cseppen" rövid idő alatt rendkívüli népszerűségre tett szert. A dal a megjelenést követő öt nap alatt több mint 7 millió megtekintést ért el a YouTube-on. Magyarországon és a szomszédos Ausztriában ebben az időben a legkeresettebb videóklip volt a YouTube-on; más országokban mint Svájcban vagy Németországban is az első 10-be került. A dalszövegekre szakosodott nemzetközi Genius oldalon a legkeresettebb szöveg lett.
A klip a nyilvánosságban vegyes fogadtatásban részesült: egyes kritikusok dicsérték a rendszerkritikus tartalmat és Majka bátorságát, míg mások túlzónak vagy egyoldalúnak találták. Még politikai elemzők is foglalkoztak a közvéleményre gyakorolt lehetséges hatásával.